# Cholet-Pays de la Loire 2019
La Cholet-Pays de la Loire 2019, quarantaduesima edizione della corsa e valevole come evento dell'UCI Europe Tour 2019 categoria 1.UWT, si svolse il 31 marzo 2019 su un percorso di 203,6 km, con partenza e arrivo a Cholet, in Francia. La vittoria fu appannaggio del francese Marc Sarreau, il quale completò il percorso in 4h41'42", alla media di 43,28 km/h, precedendo i connazionali Bryan Coquard e Thomas Boudat.
Sul traguardo di Cholet 103 ciclisti, su 130 partenti, portarono a termine la competizione.

## Squadre e corridori partecipanti
| N.    | Cod. | Squadra                       |
| ----- | ---- | ----------------------------- |
| 1-7   | TDE  | Direct Énergie                |
| 11-17 | COF  | Cofidis, Solutions Crédits    |
| 21-27 | ALM  | AG2R La Mondiale              |
| 31-36 | GFC  | Groupama-FDJ                  |
| 41-47 | PCB  | Team Arkéa-Samsic             |
| 51-57 | DMP  | Delko Marseille Provence      |
| 61-67 | VCB  | Vital Concept-B&B Hotels      |
| 71-77 | EUS  | Euskadi Basque Country-Murias |
| 81-87 | ICA  | Israel Cycling Academy        |
| 91-97 | SVB  | Sport Vlaanderen-Baloise      |

| N.      | Cod. | Squadra                         |
| ------- | ---- | ------------------------------- |
| 101-107 | RLY  | Rally UHC Cycling               |
| 111-117 | EVO  | EvoPro Racing                   |
| 121-127 | CIB  | Cibel                           |
| 131-137 | ANS  | Androni Giocattoli-Sidermec     |
| 141-147 | AUB  | St Michel-Auber 93              |
| 151-157 | NRL  | Natura4Ever-Roubaix-Lille Métr. |
| 161-167 | ABB  | BHS-Almeborg Bornholm           |
| 171-177 | DHB  | Canyon dhb p/b Bloor Homes      |
| 181-187 | SRA  | Swiss Racing Academy            |

## Ordine d'arrivo (Top 10)
| Pos. | Corridore         | Squadra       | Tempo    |
| ---- | ----------------- | ------------- | -------- |
| 1    | Marc Sarreau      | Groupama      | 4h41'42" |
| 2    | Bryan Coquard     | Vital Concept | s.t.     |
| 3    | Thomas Boudat     | Direct        | s.t.     |
| 4    | Bram Welten       | Arkéa         | s.t.     |
| 5    | Rudy Barbier      | Israel        | s.t.     |
| 6    | Emiel Vermeulen   | Natura4Ever   | s.t.     |
| 7    | Nacer Bouhanni    | Cofidis       | s.t.     |
| 8    | Anthony Maldonado | Auber 93      | s.t.     |
| 9    | Julien Trarieux   | Delko Mar.    | s.t.     |
| 10   | Aaron Van Poucke  | Sport Vl.     | s.t.     |